# Barrozo Neto
Joaquim Antonio Barrozo Netto (Rio de Janeiro, 30 de janeiro de 1881 — Rio de Janeiro, 1 de setembro de 1941) foi um compositor e pianista brasileiro. É o patrono da cadeira de número 36 da Academia Brasileira de Música.
Como compositor deixou extensa produção de peças para piano, com destaque para as Variações sobre um tema original, Minha terra, Movimento perpétuo, Corrupio, Valsa lenta, Serenata diabólica, Galhofeira, Rapsódia guerreira, Feux follets, Danse des fantoches e Romance sem palavras. No terreno das canções produziu Cantiga, A um coração, Olhos tristes, Canção da felicidade, Dorme, Regresso ao lar, Adeus e Balada, entre outras. As obras de maior envergadura são o Concerto para piano, a ópera A Rainha da noite e a suíte Vozes da floresta.